# Iliess Bruylandts
Iliess Bruylandts (3 juli 1995) is een Belgische-Algerijns voetballer.
Bruylandts speelt als spits bij Lierse SK. Hij maakte zijn debuut op 14 mei 2015 in een wedstrijd waarin hij inviel voor Ayub Masika. In het seizoen 2014-2015 werd hij Belgisch topscorer en kampioen met Lierse reserve (B ploeg). In het seizoen 2016-2017 werd hij voor een jaar uitgeleend aan Racing White Daring Molenbeek, dit om meer speelgelegenheid te krijgen. Met Racing White Daring Molenbeek werd Bruylandts kampioen in Derde klasse amateurs.

## Statistieken
| Seizoen        | Club             | Land            | Competitie             | Competitie | Competitie | Beker | Beker | Internationaal | Internationaal | Totaal | Totaal |
| Seizoen        | Club             | Land            | Competitie             | Wed.       | Dlp.       | Wed.  | Dlp.  | Wed.           | Dlp.           | Wed.   | Dlp.   |
| -------------- | ---------------- | --------------- | ---------------------- | ---------- | ---------- | ----- | ----- | -------------- | -------------- | ------ | ------ |
| 2014/15        | K. Lierse SK     | Vlag van België | Jupiler Pro League     | 2          | 0          | 0     | 0     | —              | —              | 2      | 0      |
| 2015/16        | K. Lierse SK     | Vlag van België | Tweede Klasse          | 17         | 1          | 0     | 0     | —              | —              | 17     | 1      |
| 2016/17        | RWDM             | Vlag van België | Derde klasse amateurs  | 26         | 8          | 1     | 0     | —              | —              | 27     | 8      |
| 2017/18        | K. Lierse SK     | Vlag van België | Tweede Klasse          | 0          | 0          | 0     | 0     | —              | —              | 0      | 0      |
| 2018/19        | Francs Borains   | Vlag van België | Tweede klasse amateurs | 17         | 3          | 0     | 0     | —              | —              | 17     | 3      |
| 2019/20        | RAAL La Louvière | Vlag van België | Tweede klasse amateurs | 11         | 0          | 0     | 0     | —              | —              | 11     | 0      |
| Carrièretotaal | Carrièretotaal   | Carrièretotaal  | Carrièretotaal         | 73         | 17         | 1     | 0     | 0              | 0              | 74     | 12     |

Bijgewerkt t/m 25 december 2019.
2 Vinck ·
4 Frans ·
5 Boussaid ·
7 El-Gabas ·
8 Allach ·
11 Laurent ·
12 Kasmi ·
13 Buysens ·
14 Yakubu ·
15 Bourdin ·
16 Poelmans ·
17 Weuts ·
18 Wils ·
21 Sabir ·
22 Joachim ·
23 De Busser ·
24 Diarra ·
25 Binst ·
30 Goris ·
32 Andrei ·
34 Hall ·
39 Ntambwe ·
44 Janssens ·
44 Janssens ·
77 Yagan ·
Badibanga ·
Coach: Still